# غاري كيلي (سياسي)
غاري كيلي (بالإنجليزية: Garry Kelly)‏ هو سياسي أسترالي، ولد في 26 مايو 1948 في أستراليا، وتوفي في 11 يوليو 2002 في أستراليا. حزبياً، نشط في حزب العمال الأسترالي ‏.